# Tour du Limbourg 2014
La 63e édition du Tour du Limbourg a eu lieu le 15 juin 2014. La course fait partie du calendrier UCI Europe Tour 2014 en catégorie 1.1.
Elle a été remportée par le Néerlandais Mathieu van der Poel (BKCP-Powerplus) qui a parcouru les 199,5 km à la vitesse moyenne de 43,298 km/h. Il est immédiatement suivi par l'Allemand Paul Martens (Belkin) et le Néozélandais Gregory Henderson (Lotto-Belisol). Un autre Néerlandais Jesper Asselman (Metec-TKH Continental) et un Belge Stijn Steels (Topsport Vlaanderen-Baloise) ont été primés pour leur présence dans l'échappée durant une grande partie de la course. Cent-dix coureurs sur les 167 partants ont franchi la ligne d'arrivée.

## Présentation

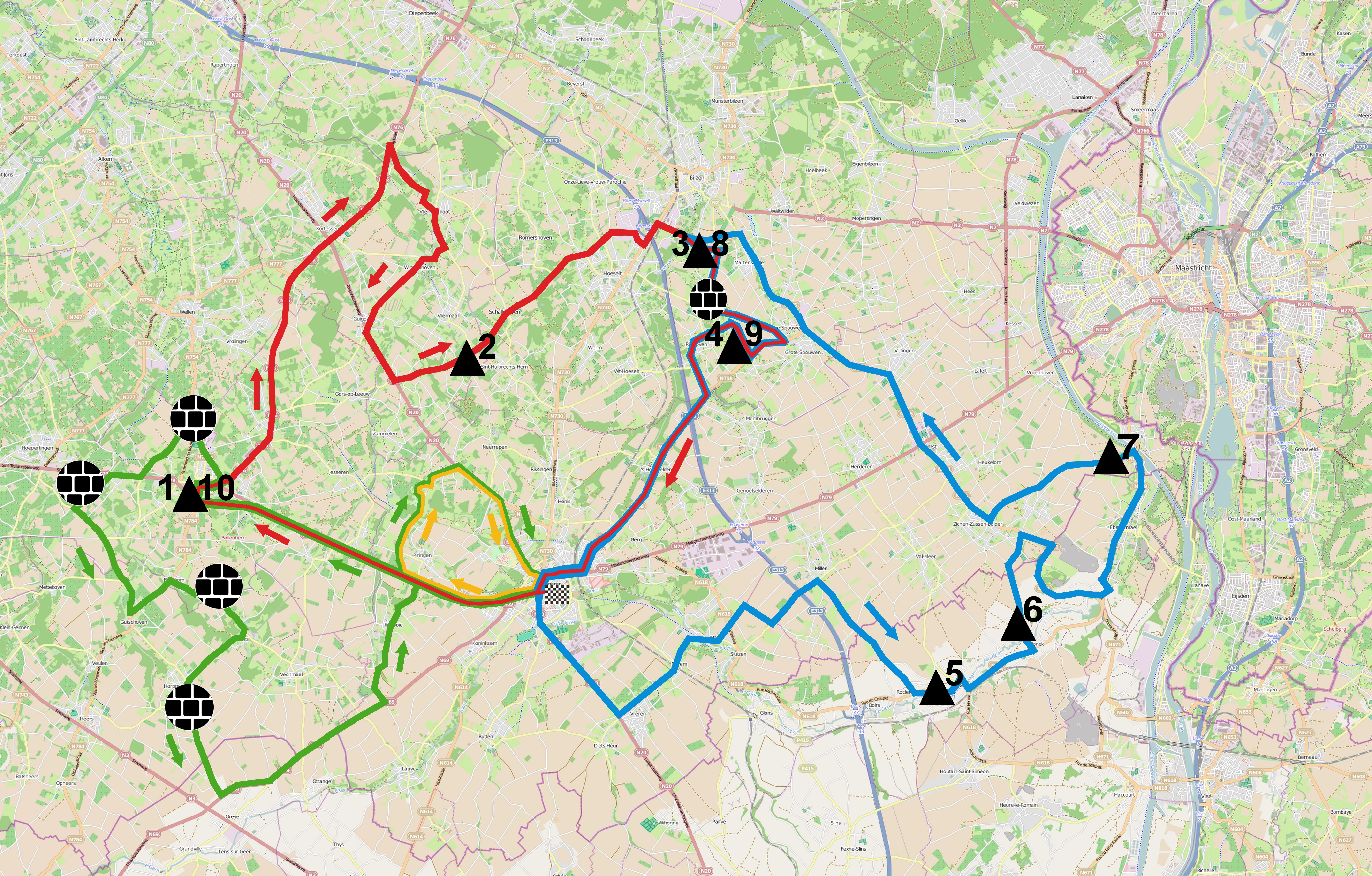
Les différentes boucles.

- 0 à 54 km
- 54 à 118 km
- 118 à 164 km
- 164 à 199,5 km

### Parcours
Le parcours se compose de quatre boucles.

### Équipes
Classé en catégorie 1.1 de l'UCI Europe Tour, le Tour du Limbourg est par conséquent ouvert aux UCI ProTeams dans la limite de 50 % des équipes participantes, aux équipes continentales professionnelles, aux équipes continentales et aux équipes nationales.
Vingt-deux équipes participent à ce Tour du Limbourg - deux ProTeams, trois équipes continentales professionnelles et dix-sept équipes continentales :
| UCI ProTeams    | UCI ProTeams | UCI ProTeams |
| Nom de l'équipe | Pays         | Code         |
| --------------- | ------------ | ------------ |
| Belkin          | Pays-Bas     | BEL          |
| Lotto-Belisol   | Belgique     | LTB          |

| Équipes continentales professionnelles | Équipes continentales professionnelles | Équipes continentales professionnelles |
| Nom de l'équipe                        | Pays                                   | Code                                   |
| -------------------------------------- | -------------------------------------- | -------------------------------------- |
| Androni Giocattoli-Venezuela           | Italie                                 | AND                                    |
| Topsport Vlaanderen-Baloise            | Belgique                               | TSV                                    |
| Wanty-Groupe Gobert                    | Belgique                               | WGG                                    |

| Équipes continentales                     | Équipes continentales | Équipes continentales |
| Nom de l'équipe                           | Pays                  | Code                  |
| ----------------------------------------- | --------------------- | --------------------- |
| BKCP-Powerplus                            | Belgique              | BKP                   |
| Cibel                                     | Belgique              | CIB                   |
| De Rijke                                  | Pays-Bas              | RIJ                   |
| Koga                                      | Pays-Bas              | KOG                   |
| Kwadro-Stannah                            | Belgique              | KWS                   |
| Leopard Development                       | Luxembourg            | LDT                   |
| Metec-TKH Continental                     | Pays-Bas              | MET                   |
| Parkhotel Valkenburg                      | Pays-Bas              | PVC                   |
| Rabobank Development                      | Pays-Bas              | RDT                   |
| Roubaix Lille Métropole                   | France                | RLM                   |
| Stuttgart                                 | Allemagne             | SGT                   |
| Sunweb-Napoleon Games                     | Belgique              | SUN                   |
| T.Palm-Pôle Continental Wallon            | Belgique              | PCW                   |
| Telenet-Fidea                             | Belgique              | TFC                   |
| Vastgoedservice-Golden Palace Continental | Belgique              | VGS                   |
| Verandas Willems                          | Belgique              | WIL                   |
| Wallonie-Bruxelles                        | Belgique              | WBC                   |

### Règlement de la course

#### Primes
Les vingt prix sont attribués suivant le barème de l'UCI,. Le total général des prix distribués est de 14 477 €.
| Position | 1er     | 2e      | 3e      | 4e    | 5e    | 6e    | 7e    | 8e    | 9e    | 10e à 20e |
| Prix     | 5 785 € | 2 895 € | 1 445 € | 715 € | 580 € | 433 € | 433 € | 287 € | 287 € | 147 €     |

## Classements

### Classement général

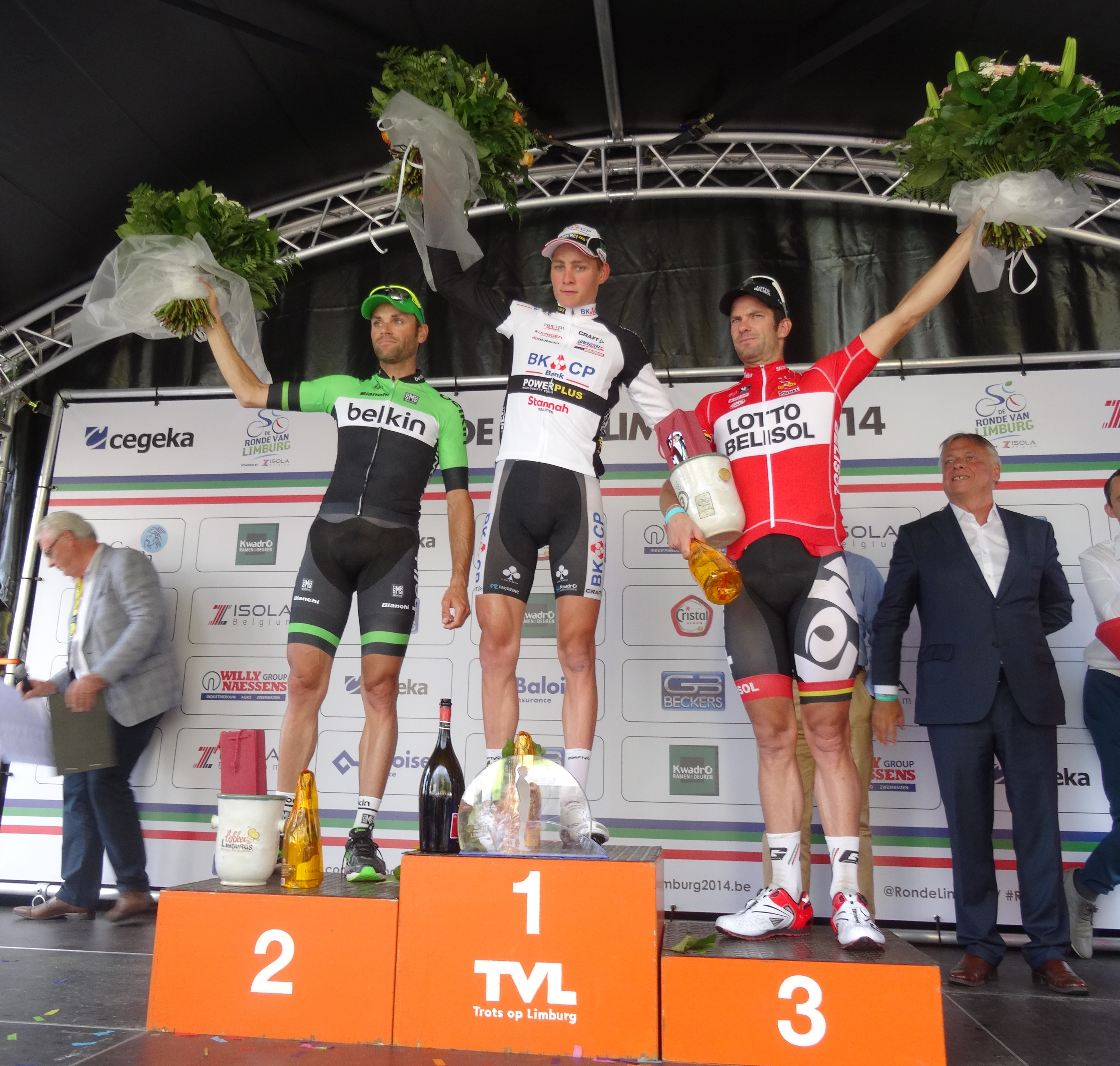
Podium de l'édition 2014 du Tour du Limbourg : Paul Martens (3e), Mathieu van der Poel (1er) et Gregory Henderson (3e).

Le Néerlandais Mathieu van der Poel (BKCP-Powerplus) termine le parcours de 199,5 km en 4 h 36 min 27 s. Il est suivi par l'Allemand Paul Martens (Belkin) et le Néozélandais Gregory Henderson (Lotto-Belisol),.
Sur les 167 coureurs partants, 110 ont franchi la ligne d'arrivée,.
| Classement général | Classement général   | Classement général | Classement général           | Classement général |
|                    | Coureur              | Pays               | Équipe                       | Temps              |
| ------------------ | -------------------- | ------------------ | ---------------------------- | ------------------ |
| 1er                | Mathieu van der Poel | Pays-Bas           | BKCP-Powerplus               | en 4 h 36 min 27 s |
| 2e                 | Paul Martens         | Allemagne          | Belkin                       | m.t                |
| 3e                 | Gregory Henderson    | Nouvelle-Zélande   | Lotto-Belisol                | m.t                |
| 4e                 | Oliver Naesen        | Belgique           | Cibel                        | m.t                |
| 5e                 | Michael Van Staeyen  | Belgique           | Topsport Vlaanderen-Baloise  | m.t                |
| 6e                 | Jens Debusschere     | Belgique           | Lotto-Belisol                | m.t                |
| 7e                 | Alexander Krieger    | Allemagne          | Stuttgart                    | m.t                |
| 8e                 | Baptiste Planckaert  | Belgique           | Roubaix Lille Métropole      | m.t                |
| 9e                 | Omar Bertazzo        | Italie             | Androni Giocattoli-Venezuela | m.t                |
| 10e                | Kenneth Vanbilsen    | Belgique           | Topsport Vlaanderen-Baloise  | m.t                |
| modifier           |                      |                    |                              |                    |

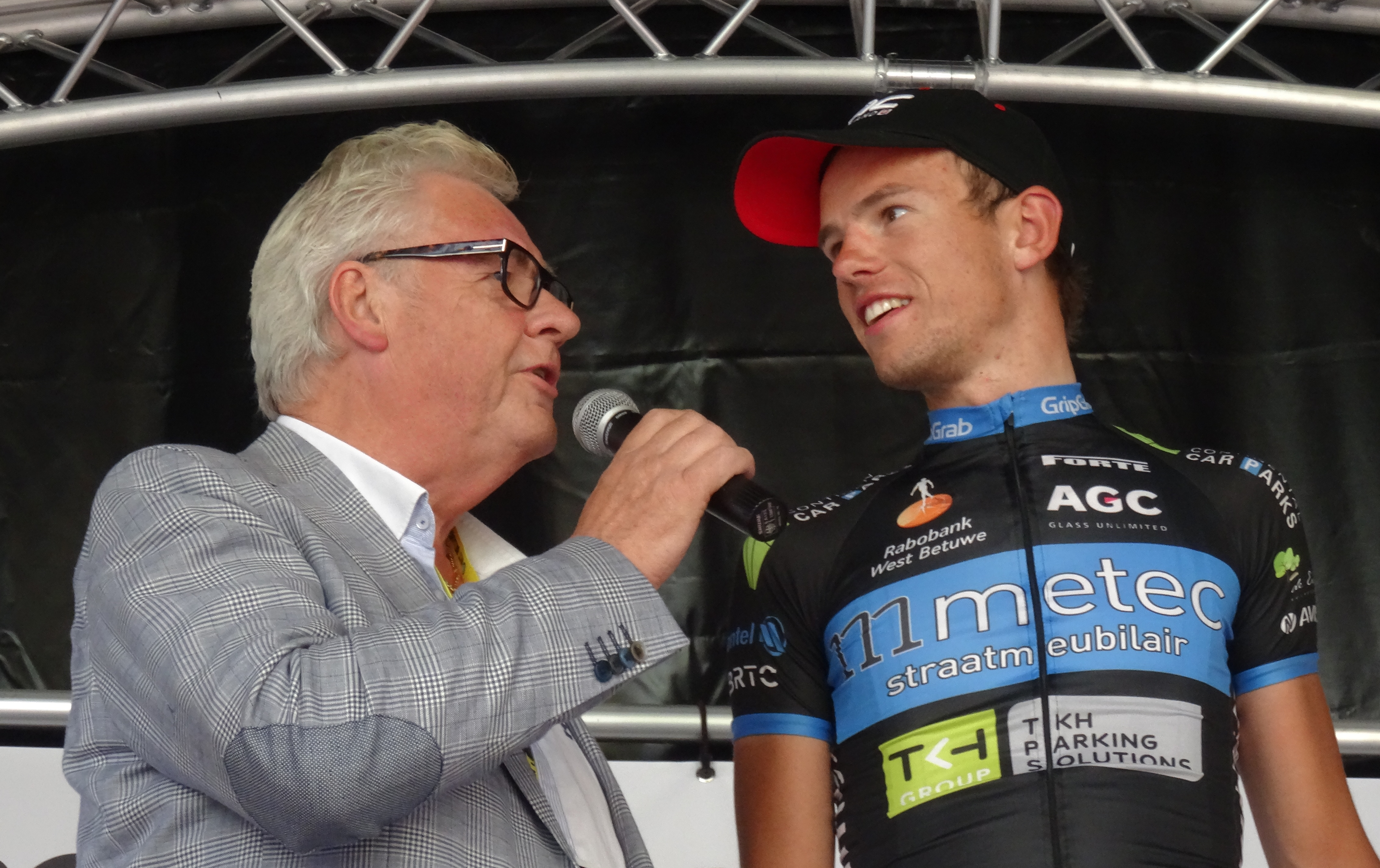
Jesper Asselman.

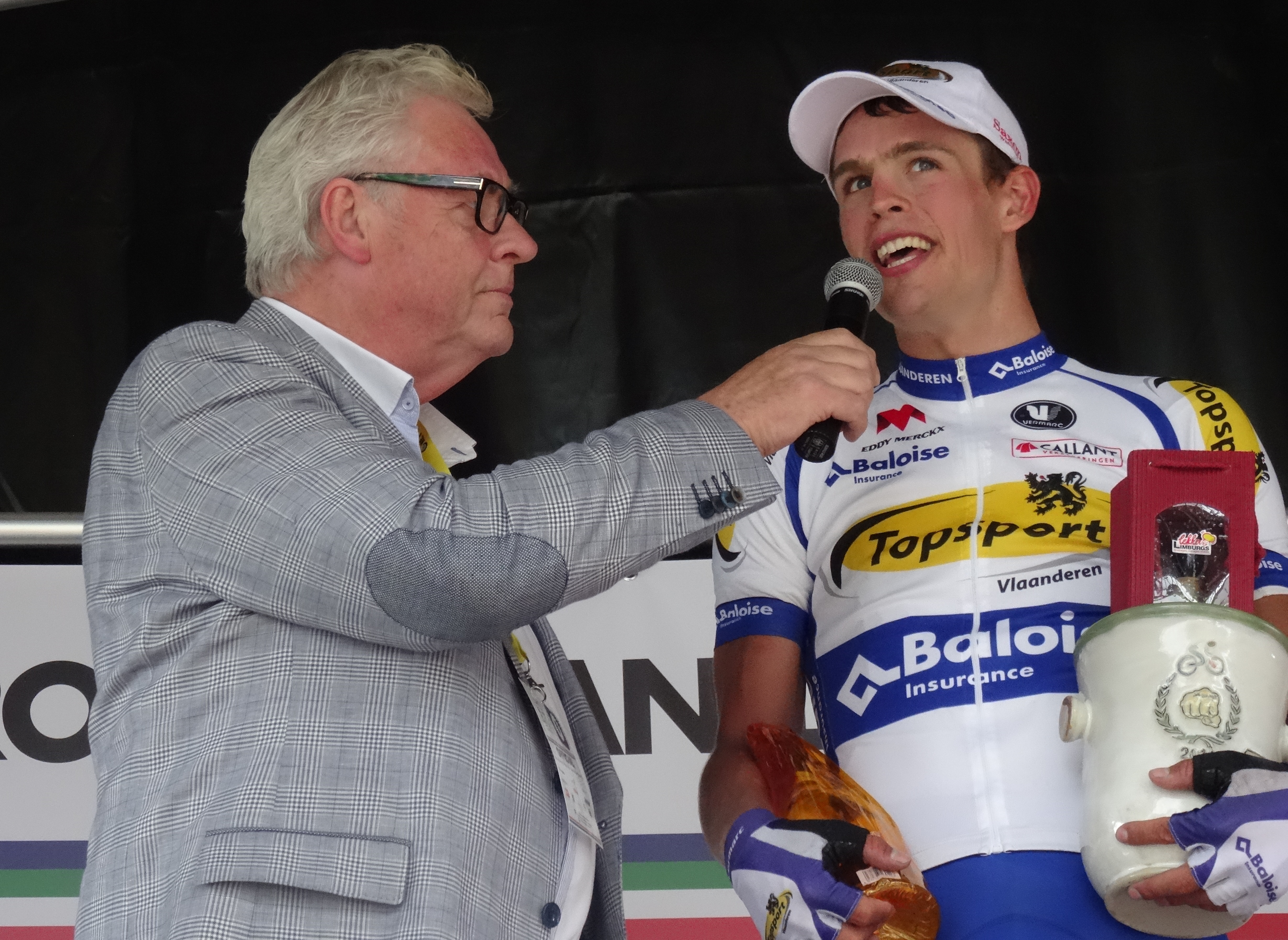
Stijn Steels.

Jesper Asselman (Metec-TKH Continental) et Stijn Steels (Topsport Vlaanderen-Baloise) ont été récompensés pour leur présence dans l'échappée durant une très grande partie de la course.

### UCI Europe Tour
Ce Tour du Limbourg attribue des points pour l'UCI Europe Tour 2014, par équipes seulement aux coureurs des équipes continentales professionnelles et continentales, individuellement à tous les coureurs sauf ceux faisant partie d'une équipe ayant un label ProTeam.
| Position           | 1er | 2e | 3e | 4e | 5e | 6e | 7e | 8e | 9e | 10e | 11e | 12e |
| Classement général | 80  | 56 | 32 | 24 | 20 | 16 | 12 | 8  | 7  | 6   | 5   | 3   |

## Liste des participants
- Liste de départ complète

| Légende | Légende                                                                    | Légende | Légende                                                    |
| ------- | -------------------------------------------------------------------------- | ------- | ---------------------------------------------------------- |
| Num     | Dossard de départ porté par le coureur sur ce Tour du Limbourg             | Pos     | Position à l'arrivée de la course                          |
|         | Indique un maillot de champion national ou mondial, suivi de sa spécialité | NP      | Indique un coureur qui n'a pas pris le départ de la course |
| AB      | Indique un coureur qui n'a pas terminé la course                           | HD      | Indique un coureur qui a terminé la course hors des délais |
| DSQ     | Indique un coureur qui a été disqualifié de la course                      |         |                                                            |

| Wallonie-Bruxelles WBC | Wallonie-Bruxelles WBC   | Wallonie-Bruxelles WBC |
| ---------------------- | ------------------------ | ---------------------- |
| Num                    | Coureur                  | Pos                    |
| 1                      | Olivier Chevalier (BEL)  | 93e                    |
| 2                      | Frédéric Amorison (BEL)  | 77e                    |
| 3                      | Sébastien Delfosse (BEL) | 69e                    |
| 4                      | Antoine Demoitié (BEL)   | 18e                    |
| 5                      | Jonathan Dufrasne (BEL)  | AB                     |
| 6                      | Florent Mottet (BEL)     | AB                     |
| 7                      | Julien Stassen (BEL)     | 36e                    |
| 8                      | Robin Stenuit (BEL)      | 102e                   |

| Lotto-Belisol LTB | Lotto-Belisol LTB       | Lotto-Belisol LTB |
| ----------------- | ----------------------- | ----------------- |
| Num               | Coureur                 | Pos               |
| 9                 | Lars Ytting Bak (DEN)   | 79e               |
| 10                | Sean De Bie (BEL)       | 101e              |
| 11                | Jens Debusschere (BEL)  | 6e                |
| 12                | Gregory Henderson (NZL) | 3e                |
| 13                | Marcel Sieberg (GER)    | 83e               |
| 14                | Boris Vallée (BEL)      | AB                |
| 15                | Tim Wellens (BEL)       | 107e              |
| 16                |                         |                   |

| Belkin BEL | Belkin BEL              | Belkin BEL |
| ---------- | ----------------------- | ---------- |
| Num        | Coureur                 | Pos        |
| 17         | Jetse Bol (NED)         | 90e        |
| 18         | Theo Bos (NED)          | 94e        |
| 19         | Graeme Brown (AUS)      | 98e        |
| 20         | Rick Flens (NED)        | AB         |
| 21         | Paul Martens (GER)      | 2e         |
| 22         | Jos van Emden (NED)     | 110e       |
| 23         | Dennis van Winden (NED) | AB         |
| 24         | Robert Wagner (GER)     | 109e       |

| Topsport Vlaanderen-Baloise TSV | Topsport Vlaanderen-Baloise TSV | Topsport Vlaanderen-Baloise TSV |
| ------------------------------- | ------------------------------- | ------------------------------- |
| Num                             | Coureur                         | Pos                             |
| 25                              | Sander Helven (BEL)             | 92e                             |
| 26                              | Tim Declercq (BEL)              | AB                              |
| 27                              | Jarl Salomein (BEL)             | 75e                             |
| 28                              | Thomas Sprengers (BEL)          | 95e                             |
| 29                              | Stijn Steels (BEL)              | 108e                            |
| 30                              | Tom Van Asbroeck (BEL)          | 15e                             |
| 31                              | Michael Van Staeyen (BEL)       | 5e                              |
| 32                              | Kenneth Vanbilsen (BEL)         | 10e                             |

| Wanty-Groupe Gobert WGG | Wanty-Groupe Gobert WGG | Wanty-Groupe Gobert WGG |
| ----------------------- | ----------------------- | ----------------------- |
| Num                     | Coureur                 | Pos                     |
| 33                      | Frederik Backaert (BEL) | 81e                     |
| 34                      | Jérôme Gilbert (BEL)    | 28e                     |
| 35                      | Roy Jans (BEL)          | 17e                     |
| 36                      | Wesley Kreder (NED)     | 80e                     |
| 37                      | Marco Minnaard (NED)    | 25e                     |
| 38                      | Fréderique Robert (BEL) | 87e                     |
| 39                      | Nico Sijmens (BEL)      | 97e                     |
| 40                      | Kévin Van Melsen (BEL)  | 33e                     |

| Androni Giocattoli-Venezuela AND | Androni Giocattoli-Venezuela AND | Androni Giocattoli-Venezuela AND |
| -------------------------------- | -------------------------------- | -------------------------------- |
| Num                              | Coureur                          | Pos                              |
| 41                               | Marco Bandiera (ITA)             | 103e                             |
| 42                               | Omar Bertazzo (ITA)              | 9e                               |
| 43                               | Tiziano Dall'Antonia (ITA)       | 104e                             |
| 44                               | Marco Frapporti (ITA)            | 105e                             |
| 45                               | Johnny Hoogerland (NED)          | 21e                              |
| 46                               | Nicola Testi (ITA)               | 106e                             |
| 47                               | Kenny van Hummel (NED) (Route)   | 84e                              |
| 48                               | Andrea Zordan (ITA)              | 30e                              |

| BKCP-Powerplus BKP | BKCP-Powerplus BKP         | BKCP-Powerplus BKP |
| ------------------ | -------------------------- | ------------------ |
| Num                | Coureur                    | Pos                |
| 49                 | Vincent Baestaens (BEL)    | 52e                |
| 50                 | Wietse Bosmans (BEL)       | 48e                |
| 51                 | Daan Hoeyberghs (BEL)      | 32e                |
| 52                 | Lubomír Petruš (CZE)       | 57e                |
| 53                 | David van der Poel (NED)   | 42e                |
| 54                 | Mathieu van der Poel (NED) | 1er                |
| 55                 | Philipp Walsleben (GER)    | 76e                |
| 56                 |                            |                    |

| Sunweb-Napoleon Games SUN | Sunweb-Napoleon Games SUN    | Sunweb-Napoleon Games SUN |
| ------------------------- | ---------------------------- | ------------------------- |
| Num                       | Coureur                      | Pos                       |
| 57                        | Jim Aernouts (BEL)           | 58e                       |
| 58                        | Vinnie Braet (BEL)           | 44e                       |
| 59                        | Tim Merlier (BEL)            | DSQ                       |
| 60                        | Kevin Pauwels (BEL)          | 47e                       |
| 61                        | Dieter Vanthourenhout (BEL)  | AB                        |
| 62                        | Michael Vanthourenhout (BEL) | AB                        |
| 63                        | Gianni Vermeersch (BEL)      | 11e                       |
| 64                        |                              |                           |

| Telenet-Fidea TFC | Telenet-Fidea TFC         | Telenet-Fidea TFC |
| ----------------- | ------------------------- | ----------------- |
| Num               | Coureur                   | Pos               |
| 65                | Toon Aerts (BEL)          | AB                |
| 66                | Ben Boets (BEL)           | AB                |
| 67                | Quinten Hermans (BEL)     | AB                |
| 68                | Tom Meeusen (BEL)         | 96e               |
| 69                | Thijs van Amerongen (NED) | 50e               |
| 70                | Corné van Kessel (NED)    | 63e               |
| 71                | Bart Wellens (BEL)        | 60e               |
| 72                | Niels Wubben (NED)        | 61e               |

| Kwadro-Stannah KWS | Kwadro-Stannah KWS           | Kwadro-Stannah KWS |
| ------------------ | ---------------------------- | ------------------ |
| Num                | Coureur                      | Pos                |
| 73                 | Martin Bína (CZE)            | 40e                |
| 74                 | Kevin Cant (BEL)             | AB                 |
| 75                 | Marcel Meisen (GER)          | 23e                |
| 76                 | Radomír Šimůnek junior (CZE) | 100e               |
| 77                 | Diether Sweeck (BEL)         | AB                 |
| 78                 | Hendrik Sweeck (BEL)         | AB                 |
| 79                 | Laurens Sweeck (BEL)         | 51e                |
| 80                 | Julien Taramarcaz (SUI)      | AB                 |

| Leopard Development LDT | Leopard Development LDT | Leopard Development LDT |
| ----------------------- | ----------------------- | ----------------------- |
| Num                     | Coureur                 | Pos                     |
| 81                      | Piero Baffi (ITA)       | AB                      |
| 82                      | Dennis Coenen (BEL)     | 37e                     |
| 83                      | Kevin Feiereisen (LUX)  | 20e                     |
| 84                      | Alex Kirsch (LUX)       | AB                      |
| 85                      | Marco König (GER)       | 43e                     |
| 86                      |                         |                         |
| 87                      | Pit Schlechter (LUX)    | AB                      |
| 88                      | Tom Thill (LUX)         | AB                      |

| Vastgoedservice-Golden Palace Continental VGS | Vastgoedservice-Golden Palace Continental VGS | Vastgoedservice-Golden Palace Continental VGS |
| --------------------------------------------- | --------------------------------------------- | --------------------------------------------- |
| Num                                           | Coureur                                       | Pos                                           |
| 89                                            | Nick Wynants (BEL)                            | AB                                            |
| 90                                            | Sander Cordeel (BEL)                          | AB                                            |
| 91                                            | Kevin Hulsmans (BEL)                          | 86e                                           |
| 92                                            | Sam Lennertz (BEL)                            | 39e                                           |
| 93                                            | Kevin Peeters (BEL)                           | 19e                                           |
| 94                                            | Rob Peeters (BEL)                             | AB                                            |
| 95                                            | Rob Ruijgh (NED)                              | 72e                                           |
| 96                                            | Wout van Aert (BEL)                           | 46e                                           |

| Roubaix Lille Métropole RLM | Roubaix Lille Métropole RLM | Roubaix Lille Métropole RLM |
| --------------------------- | --------------------------- | --------------------------- |
| Num                         | Coureur                     | Pos                         |
| 97                          | Timothy Dupont (BEL)        | AB                          |
| 98                          | Julien Duval (FRA)          | 99e                         |
| 99                          | Quentin Jauregui (FRA)      | 68e                         |
| 100                         |                             |                             |
| 101                         | Baptiste Planckaert (BEL)   | 8e                          |
| 102                         | Maxime Vantomme (BEL)       | 12e                         |
| 103                         |                             |                             |
| 104                         |                             |                             |

| Rabobank Development RDT | Rabobank Development RDT | Rabobank Development RDT |
| ------------------------ | ------------------------ | ------------------------ |
| Num                      | Coureur                  | Pos                      |
| 105                      | Lennard Hofstede (NED)   | 54e                      |
| 106                      | Bert-Jan Lindeman (NED)  | 85e                      |
| 107                      | André Looij (NED)        | 55e                      |
| 108                      | Jeroen Meijers (NED)     | 34e                      |
| 109                      | Ivar Slik (NED)          | 66e                      |
| 110                      | Mike Teunissen (NED)     | 14e                      |
| 111                      | Martijn Tusveld (NED)    | 78e                      |
| 112                      | Etienne van Empel (NED)  | 31e                      |

| Koga KOG | Koga KOG                | Koga KOG |
| -------- | ----------------------- | -------- |
| Num      | Coureur                 | Pos      |
| 113      | Umberto Atzori (NED)    | AB       |
| 114      | Jasper Bovenhuis (NED)  | AB       |
| 115      | Twan Castelijns (NED)   | 71e      |
| 116      | Robbert de Greef (NED)  | 29e      |
| 117      | René Hooghiemster (NED) | AB       |
| 118      |                         |          |
| 119      | Arno van der Zwet (NED) | AB       |
| 120      | Bart van Haaren (NED)   | AB       |

| Stuttgart SGT | Stuttgart SGT           | Stuttgart SGT |
| ------------- | ----------------------- | ------------- |
| Num           | Coureur                 | Pos           |
| 121           | Jack Cummings (AUS)     | AB            |
| 122           | Nikodemus Holler (GER)  | 45e           |
| 123           | Kai Kautz (GER)         | AB            |
| 124           | Alexander Krieger (GER) | 7e            |
| 125           | Georg Loef (GER)        | AB            |
| 126           | Tino Thömel (GER)       | 70e           |
| 127           | Max Walsleben (GER)     | AB            |
| 128           | Christopher Muche (GER) | AB            |

| Verandas Willems WIL | Verandas Willems WIL    | Verandas Willems WIL |
| -------------------- | ----------------------- | -------------------- |
| Num                  | Coureur                 | Pos                  |
| 129                  | Gaëtan Bille (BEL)      | 27e                  |
| 130                  | Jérémy Burton (BEL)     | AB                   |
| 131                  | Michael Goolaerts (BEL) | 59e                  |
| 132                  | Olivier Pardini (BEL)   | 22e                  |
| 133                  | Floris Smeyers (BEL)    | 56e                  |
| 134                  | Niels Vandyck (BEL)     | AB                   |
| 135                  | Nicolas Vereecken (BEL) | 24e                  |
| 136                  | Louis Convens (BEL)     | AB                   |

| Metec-TKH Continental MET | Metec-TKH Continental MET | Metec-TKH Continental MET |
| ------------------------- | ------------------------- | ------------------------- |
| Num                       | Coureur                   | Pos                       |
| 137                       | Jesper Asselman (NED)     | 89e                       |
| 138                       | Tijmen Eising (NED)       | 13e                       |
| 139                       | Jarno Gmelich (NED)       | 26e                       |
| 140                       | Dries Hollanders (BEL)    | AB                        |
| 141                       | Peter Koning (NED)        | 49e                       |
| 142                       | Dennis Smit (nl) (NED)    | AB                        |
| 143                       | Remco te Brake (NED)      | 91e                       |
| 144                       | Brian van Goethem (NED)   | AB                        |

| De Rijke RIJ | De Rijke RIJ             | De Rijke RIJ |
| ------------ | ------------------------ | ------------ |
| Num          | Coureur                  | Pos          |
| 145          | Huub Duyn (NED)          | AB           |
| 146          | Ike Groen (NED)          | 74e          |
| 147          | Dylan Groenewegen (NED)  | AB           |
| 148          | Yoeri Havik (NED)        | 38e          |
| 149          | Kobus Hereijgers (NED)   | 53e          |
| 150          | Sjoerd Kouwenhoven (NED) | AB           |
| 151          | Ronan van Zandbeek (NED) | AB           |
| 152          | Coen Vermeltfoort (NED)  | 16e          |

| Parkhotel Valkenburg PVC | Parkhotel Valkenburg PVC | Parkhotel Valkenburg PVC |
| ------------------------ | ------------------------ | ------------------------ |
| Num                      | Coureur                  | Pos                      |
| 153                      | Remco Broers (NED)       | 64e                      |
| 154                      | Gert-Jan Bosman (NED)    | 65e                      |
| 155                      | Marco Hoekstra (NED)     | AB                       |
| 156                      | Lars Horring (NED)       | AB                       |
| 157                      | Bram Nolten (NED)        | 67e                      |
| 158                      | Jasper Ockeloen (NED)    | 88e                      |
| 159                      | Peter Schulting (NED)    | 82e                      |
| 160                      | Marco Zanotti (ITA)      | 35e                      |

| Cibel CIB | Cibel CIB                    | Cibel CIB |
| --------- | ---------------------------- | --------- |
| Num       | Coureur                      | Pos       |
| 161       | Kevin Caillebaut (BEL)       | 62e       |
| 162       | Bjorn De Decker (BEL)        | AB        |
| 163       | Maniusis Martynas (LTU)      | AB        |
| 164       | Kenny Goossens (BEL)         | 41e       |
| 165       |                              |           |
| 166       | Niels Schittecatte (BEL)     | AB        |
| 167       | Mathias Van Holderbeke (BEL) | 73e       |
| 168       | Oliver Naesen (BEL)          | 4e        |

| T.Palm-Pôle Continental Wallon PCW | T.Palm-Pôle Continental Wallon PCW | T.Palm-Pôle Continental Wallon PCW |
| ---------------------------------- | ---------------------------------- | ---------------------------------- |
| Num                                | Coureur                            | Pos                                |
| 161                                | Thomas Armstrong (GBR)             | AB                                 |
| 162                                | Jonathan Baratto (BEL)             | AB                                 |
| 163                                | Julien Dechesne (BEL)              | AB                                 |
| 164                                | Guillaume Haag (BEL)               | AB                                 |
| 165                                | Glenn Van De Maele (BEL)           | AB                                 |
| 166                                | Maxime Vekeman (BEL)               | AB                                 |
| 167                                | Kevin Thome (BEL)                  | AB                                 |
| 168                                | Andrew Ydens (BEL)                 | AB                                 |